# Callopistria miranda
Callopistria miranda är en fjärilsart som beskrevs av Saalmüller 1880. Callopistria miranda ingår i släktet Callopistria och familjen nattflyn. Inga underarter finns listade i Catalogue of Life.